# Truppenübungsplatz Jüterbog

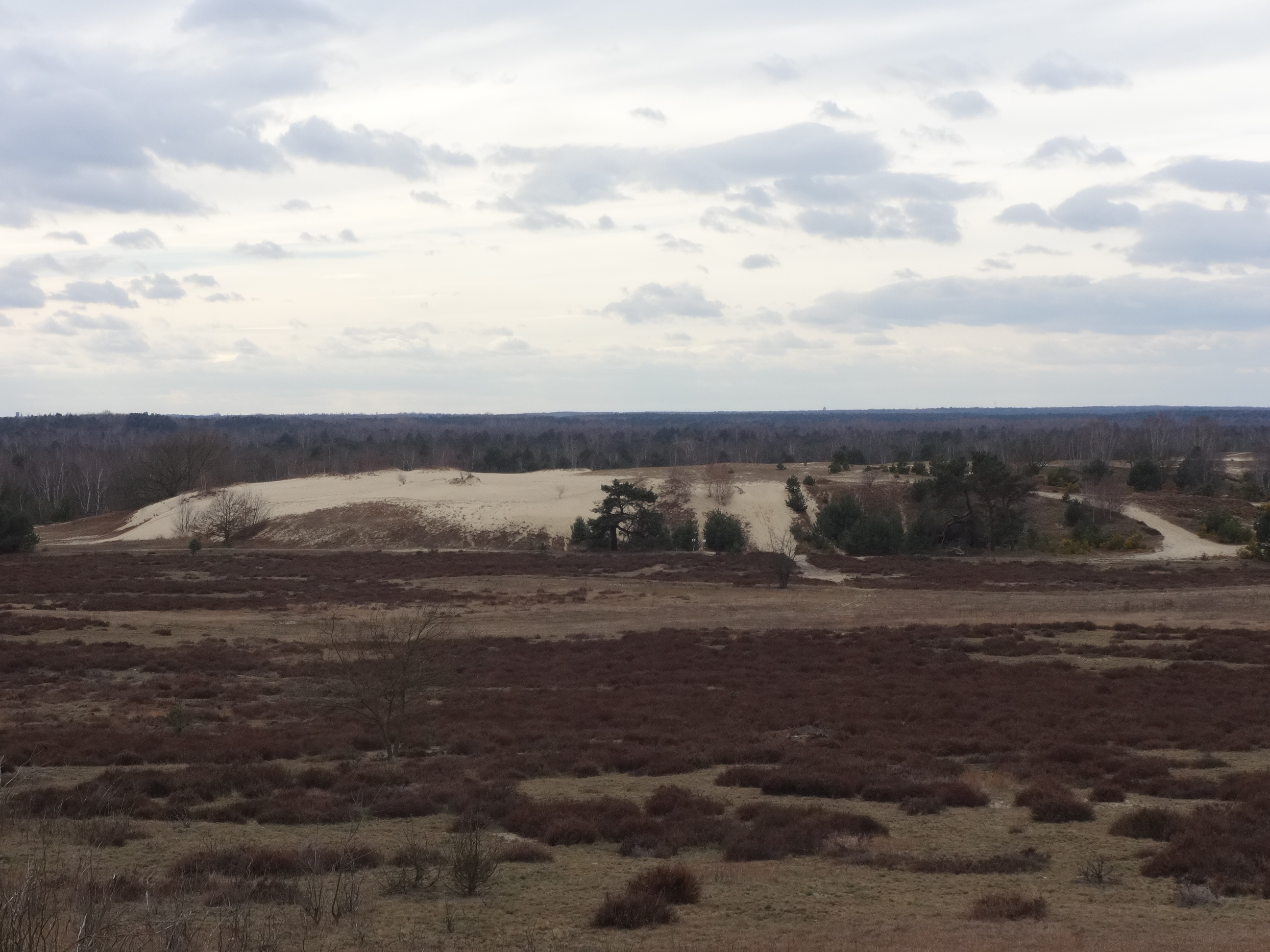
Truppenübungsplatz Jüterbog (2015)

Der Truppenübungsplatz Jüterbog, auch Jüterbog-West genannt, ist ein ehemaliger Truppenübungsplatz auf dem Stadtgebiet von Jüterbog und zu Teilen im Gemeindegebiet von Niedergörsdorf im Landkreis Teltow-Fläming. Er hat eine Gesamtfläche von 9280 Hektar. Die militärische Nutzung fand von 1864 bis Sommer 1992 statt.
Die entstandenen Barackenlager erhielten die Beinamen Altes Lager, Neues Lager, Adolf-Hitler-Lager und Waldlager Forst Zinna. Weiter östlich befand sich der Truppenübungsplatz Heidehof.
Im Jahr 1999 wurden 7190 ha des Geländes als NSG Forst Zinna-Jüterbog-Keilberg festgesetzt. Sie werden durch die Stiftung Naturlandschaften Brandenburg betreut. Das Gebiet ist Teil des Naturparks Nuthe-Nieplitz.
Im Boden des Geländes befindet sich nach wie vor viel Munition. Im Juni und im Juli 2019 kam es zu massiven Waldbränden auf dem Gelände. Eine direkte Brandbekämpfung vor Ort war wegen der mit Munitionsresten verseuchten Böden nicht möglich. Mit 744 ha war der Brand im Juni 2019 der größte Waldbrand in Brandenburg seit der Wiedervereinigung. Im Juni 2023 kam es erneut zu einem großen Brand, der mit 733 ha Fläche fast genauso groß war.